# Michał Grossek

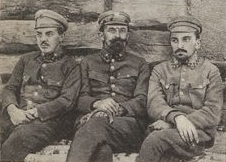
Trzech podporuczników I Brygady Legionów Polskich, od lewej: Michał Borowicz-Grossek, J. Lubicz-Sadowski, Adam Stary-Skwarczyński (ok. 1915–1917)

Michał Józef Grossek, ps. „Oko”, „Borowicz” (ur. 25 lutego 1893 w Krakowie, zm. 10 lipca 1957 w Przemyślu) – pułkownik korpusu kontrolerów Wojska Polskiego, Szef Wydziału Finansowego Komendy Naczelnej Związku Legionistów Polskich od 1936 roku, kawaler Orderu Virtuti Militari.

## Życiorys
Urodził się 25 lutego 1893 w Krakowie, w rodzinie Zenona (1852–1920), lekarza, i Jadwigi z Wołoszynowskich. Przed 1914 podjął studia na kierunku chemii na Politechnice Lwowskiej. Był członkiem Związku Strzeleckiego we Lwowie od października 1912 .
Po wybuchu I wojny światowej wstąpił do Legionów Polskich w sierpniu 1914. Służył w szeregach 2 kompanii III batalionu, później był dowódcą plutonu w 1 kompanii VI batalionu 1 pułku piechoty w składzie I Brygady. Był ranny. Został mianowany na stopień podporucznika piechoty 5 czerwca 1915. Po kryzysie przysięgowym z września 1917 był członkiem Polskiej Organizacji Wojskowej we Lwowie. Tu po zakończeniu wojny został przyjęty do Wojska Polskiego i brał udział w obronie Lwowa w trakcie wojny polsko-ukraińskiej od 13 listopada 1918 .
W Wojsku Polskim został awansowany do stopnia majora w korpusie oficerów administracji dział Kontroli Administracji ze starszeństwem z dniem 1 czerwca 1919. Służył w strukturze Wojskowej Kontroli Generalnej: w 1923 w Oddziale Kontroli Zestawienia Budżetu, a w 1924 służył w przemianowanym Oddziale Kontroli Budżetu i Kredytu Korpusu Kontrolerów. Został awansowany na stopień podpułkownika ze starszeństwem z dniem 1 stycznia 1928 w korpusie oficerów kontrolerów. Później powierzono mu pełnienie obowiązków szefa Biura Kontroli MSWojsk. W grudniu 1929 roku został zatwierdzony na stanowisku szefa Biura Kontroli. 27 czerwca 1935 został awansowany na stopień pułkownika ze starszeństwem z dniem 1 stycznia 1935 i 1. lokatą w korpusie oficerów kontrolerów. Na początku czerwca 1935 został wybrany II wiceprezesem zarządu Towarzystwa Wiedzy Wojskowej.
Szef Biura Budżetowego Ministerstwa Spraw Wojskowych, które administrowało Funduszem Obrony Narodowej.
Po wybuchu II wojny światowej i klęsce Polski przedostał się do Rumunii, gdzie był internowany przez cały okres wojny. W połowie 1945 wrócił do kraju, zamieszkując w Wałbrzychu .
Zmarł w Przemyślu 10 lipca 1957. 
Od 1918 jego żoną była Elżbieta z Krzynowskich . Mieli córkę.

## Ordery i odznaczenia
- Krzyż Srebrny Orderu Wojskowego Virtuti Militari nr 7099 (17 maja 1922)[15][16]
- Krzyż Niepodległości (9 stycznia 1932)[17]
- Krzyż Kawalerski Orderu Odrodzenia Polski
- Krzyż Walecznych (dwukrotnie)
- Złoty Krzyż Zasługi (dwukrotnie: 16 marca 1928[18], 18 lutego 1939[19])
- Honorowa Odznaka Związku Szlachty Zagrodowej (styczeń 1939)[20]